# مارکو دی لورتو
مارکو دی لورتو (انگلیسی: Marco Di Loreto؛ زادهٔ ۲۸ سپتامبر ۱۹۷۴) بازیکن فوتبال اهل ایتالیا است.
از باشگاه‌هایی که در آن بازی کرده‌است می‌توان به باشگاه فوتبال پروجا، باشگاه فوتبال فیورنتینا، باشگاه فوتبال تورینو، و باشگاه فوتبال اتلتیکو آرتزو اشاره کرد.